# Bijbelse poëzie

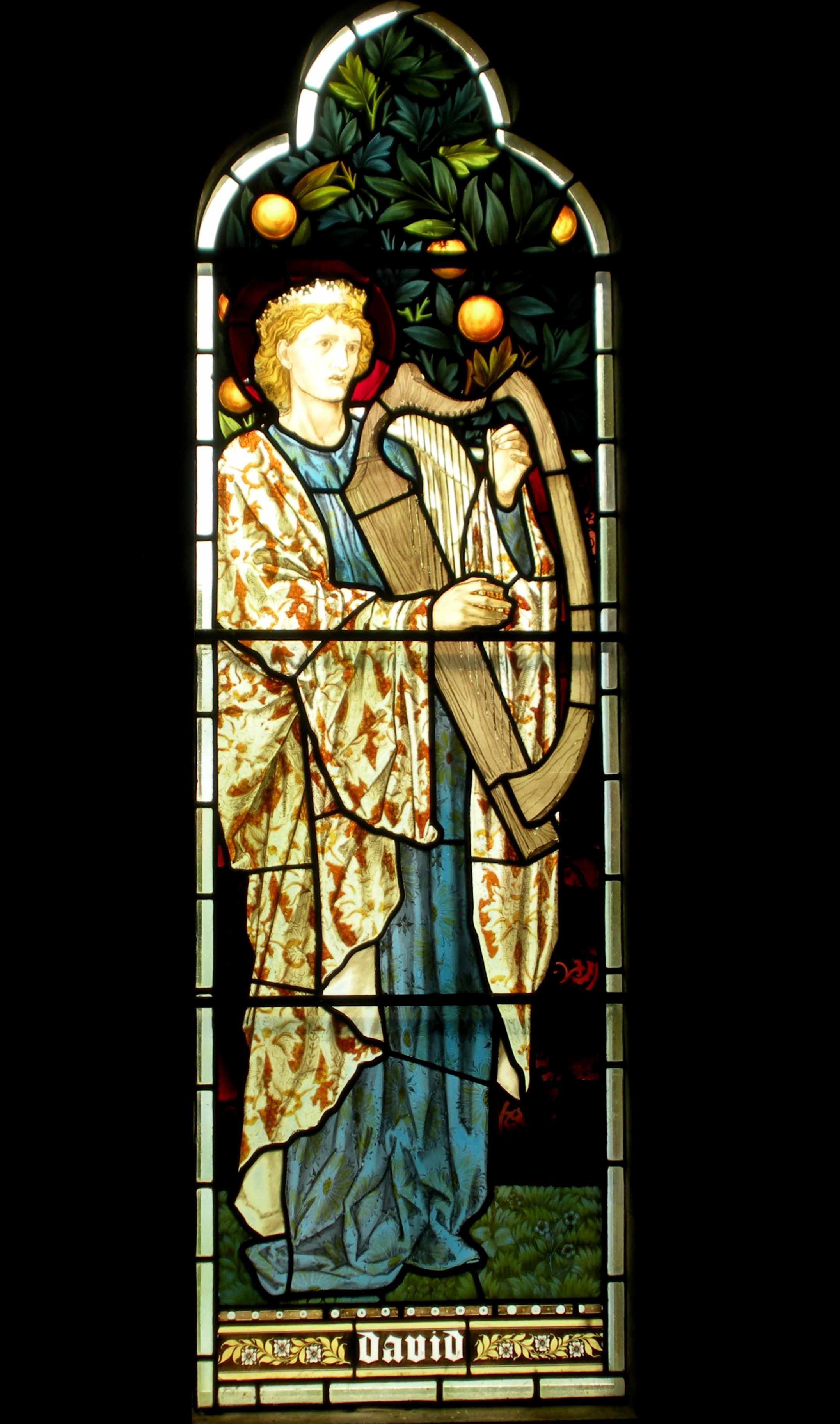
Dichter-koning David

Onder Bijbelse poëzie verstaat men de dichtkunst die men in veel boeken van de Tenach, het Oude Testament aantreft. Deze poëzie maakt gebruik van  een aantal kenmerkende vormen, waarvan verschillende vormen van  parallellisme de belangrijkste zijn.

## Veel poëzie
Poëzie bevindt zich in het Oude Testament niet alleen in de poëtische boeken Job, Psalmen, Spreuken, Hooglied, Klaagliederen, maar ook de profeten zoals Jesaja, Jeremia, Ezechiël en de twaalf kleine profeten gaven hun boodschap vaak geheel of gedeeltelijk  in dichtvorm door. Zelfs de boeken die voornamelijk proza, bijvoorbeeld wetsteksten en vertellingen bevatten, hebben toch nog gedeelten met poëzie; bijvoorbeeld de zegen die Jakob zijn zonen meegeeft in Genesis 49, het lied bij de tocht door de Schelfzee in Exodus 15, het lied van Mozes in Deuteronomium 32, het lied van Debora in Richteren 4, de lofzang van Hanna in 1 Samuel, het klaaglied van David over zijn vriend Jonatan in 2 Samuel 1.
Er bestaan meningsverschillen over de vraag wanneer een tekst poëzie is en wanneer niet. Met name over sommige gedeelten van Ezechiël en Prediker wordt verschillend gedacht. 550 tot 585 van de 1574 bladzijden in de gedrukte Hebreeuwse tekst, dus bijna 35 tot 37%, is poëzie.
In de deuterocanonieke boeken vinden we poëzie in de wijsheid van Jezus Sirach, het boek Wijsheid van Salomo en Baruch.
In het Nieuwe Testament wordt veel minder poëzie aangetroffen. Een deel daarvan heeft een Hebreeuwse structuur, zoals de lofzangen van Maria, van Zacharias en van Simeon. Verder vinden we poëtische kenmerken in Paulus’ "lofrede op de liefde" in 1 Korintiërs 13, en in enkele kortere gedeelten, zoals de Bergrede en Filippenzen 2:6-9.

## Orale traditie
Israël had naast een geschreven, ook een orale traditie. Er werd veel uit het hoofd geleerd, de Talmoed bijvoorbeeld, werd generaties lang uit het hoofd geleerd. Vormen als cijferspreuken en acrostichon maken het gemakkelijker de tekst te onthouden. Misschien had het ontstaan van de poëzie wel een pragmatische oorzaak.

## Literair lezen
De Bijbel kan op meerdere manieren gelezen worden:
- Op zoek naar God, een christen zal daarbij zeggen: zoekende naar Christus. (Zie ook: Lectio Divina).
- Analyserend: wat staat er, waarom staat het er, wat had het de eerste lezers te zeggen;  wat heeft het ons te zeggen wat stond er eventueel oorspronkelijk (kritisch).
- Literair. Het Oude Testament is de literatuur van het Oude Israël. Literair lezen betekent aandacht hebben voor de kunst die er in te vinden is. Het is essentieel het genre te herkennen en te benoemen. Wie bijvoorbeeld niet herkent dat Joël 2 een poëtische beschrijving is van een sprinkhanenplaag, mist de betekenis van machtig leger dat Zijn woord volvoert.

## Kenmerken
Poëzie in het Nederlands blijkt vooral uit metrum en uit rijm, meestal eindrijm. 
In het Bijbelse Hebreeuws werkte men met andere poëtische vormen, ook al rijmt de tekst hier en daar weleens. (bijvoorbeeld Genesis 1:2: woest en ledig = tohu wabohu).
- Een bepaald aantal beklemtoonde lettergrepen. Een klassiek Hebreeuws gedicht streefde evenwicht na tussen de zinsdelen, de verzen, de strofes en eventueel de stanza's, waar het uit bestond. Er zijn strofen van meestal twee of drie zinnen, die elk bestaan uit twee of drie zinsdelen, die alle twee of drie klemtoondragende lettergrepen bevatten.
- Parallellisme. De meest kenmerkende eigenschap van de Hebreeuwse poëzie is het parallellisme der leden. Dit noemt men, als contrast met het klankrijm, ook wel gedachtenrijm.

Door bijvoorbeeld een zin met andere woorden te herhalen, uit te breiden of het tegendeel te ontkennen, ontstond een bijzondere diepte. Ditzelfde werd gedaan met strofen en met de nog grotere eenheid, de stanza.
Voorbeeld: Job 29:
11 Ieder die mij hoorde prees mijn woorden,
ieder die mij zag had niets dan lof,
12 omdat ik de arme redde die om hulp riep,
en de wees die in de steek gelaten was.
13 Ik werd gezegend door de stervende,
in het hart van de weduwe bracht ik de vreugde terug.
14 Ik kleedde mij in gerechtigheid en deze kleedde mij,
het recht was mij een mantel en een tulband.
15 Ogen was ik voor de blinde,
voeten was ik voor de lamme.
16 Voor de behoeftigen was ik een vader,
Ik verdedigde de zaak van vreemdelingen.
In 12 en 13 en in 15 en 16 vertelt Job over de steun die hij in betere dagen mocht zijn voor weduwen, stervenden, armen en gehandicapten. De parallelle zinnen bedekken hem als kleding. In vers 14 wordt hij letterlijk met gerechtigheid omhuld, als met een tulband.
- Van een chiasme spreekt men, wanneer het parallellisme kruist; in plaats van a=b-a=b wordt het a=b-b=a. Bijvoorbeeld; psalm 121:6:

overdag  -  de zon  -  
zal u niet treffen
noch de maan- bij nacht
Met de afwisseling van gewone parallellie en chiasmatische constructies kan de dichter de inhoud van wat hij zegt ook in de vorm uitdrukken. Zo komt de belofte zal u niet treffen in bovenstaand vers veilig in het midden te staan.
(Voorbeeld is in de meeste vertalingen niet zichtbaar).
- Beeldend taalgebruik: Joël 2 beschrijft een zwerm sprinkhanen als een plunderend leger, Psalm 89:11 beschrijft Egypte als een door God gedood mythologisch zeemonster. Job 28 beschrijft de mensen die wijsheid zoeken als mijnwerkers.[3]
- Tegenstellingen om het geheel weer te geven: bijvoorbeeld psalm 121: uw uitgang en uw ingang betekent alles wat u onderneemt, dag en nacht betekent altijd, de zon niet en de maan niet betekent niets.
- Inclusio. Een kenmerkend woord wordt aan het begin en aan het eind van een paragraaf gezet. Hiermee wordt de tekst ingedeeld. Jeremia 30:12-17 vinden we in vers 14 en in vers 17 "kijken niet meer naar ..om".
- "Alfabet-gedicht" (Acrostichon): Iedere regel begint met de volgende letter van het Hebreeuwse alfabet. De eerste begint dus met alef, de tweede met bet en zo verder, tot en met de 22e en laatste letter tav. Er zijn hierop allerlei varianten te vinden: in Klaagliederen 1, 2 en 4 begint elke strofe van drie regels met de volgende letter; in Klaaglied 3 begint elk vers van de strofe met die letter; dus 3 keer alef, 3 keer bet enzovoorts. Klaaglied 5 heeft wel 22 verzen maar is geen acrostichon. In psalm 119 begint elke stanza van 8 verzen met 8 keer de alef, 8 keer de bet enzovoorts (Deze psalm heeft daarom 8 × 22 = 176 verzen). Behalve psalm 119 zijn ook 9-10, 25, 34, 37, 111, 112 en 145 acrosticha.
- Woordspelingen komen zowel in Hebreeuws proza als in Hebreeuwse poëzie regelmatig voor. Bijvoorbeeld in Genesis 9:5 wordt gespeeld met de woorden dam = bloed en adam = mens:

Wie vergiet dam ha-adam (bloed van de mens) ba-adam damo (om de mens (zal) diens bloed) vergoten worden.
- Getalspreuken gaan meestal als volgt: X / X+1.[6]

Dus: In drie gevallen, ja in vier…. Dan draait de spreuk om de vierde genoemde. In onderstaand voorbeeld is het gedrag van een verliefde man niet te begrijpen:
Spreuken 30:18:
Drie dingen zijn te wonderlijk voor mij, 
vier dingen kan ik niet bevatten:
de vlucht van een arend hoog aan de hemel, 
het glijden van een slang over de rots, 
de vaart van een schip op volle zee, 
de weg van een man naar een meisje.
Getalspreuken vind je in de wijsheidsliteratuur maar ook in de poëzie van de profeten: Amos 1.

## Vertaling
Poëzie die berust op rijm en metrum is nauwelijks letterlijk te vertalen. Hoe mooi een sonnet van Shakespeare ook is, wanneer men het letterlijk vertaalt blijft er niets van over. Hebreeuwse poëzie blijft bij vertaling echter grotendeels intact, doordat het parallellisme bij letterlijke vertaling zichtbaar blijft, mits men over voldoende synoniemen beschikt. Toch is herkenning van het poëtisch karakter van belang.

Prediker 1 is in het Hebreeuws: 
- Haveel Havalim amar Qohelet,
- Haveel Havalim hakol haveel

Het zal duidelijk zijn dat het wenselijk is hiervan in de Bijbelvertaling iets te laten blijken.

Het Boek maakt er proza van: 
- Naar mijn mening is niets waardeveol, alles is vruchteloos.

De NBV geeft een poëtische weergave: 

- Lucht en leegte zegt Prediker,
- Lucht en leegte, alles is leegte

Veel uitgaven van de Bijbel geven door de bladspiegel weer of een tekst poëzie is, bijvoorbeeld door proza in kolommen weer te geven en poëzie elke nieuwe zin op een nieuwe regel te laten beginnen.